# Étoiles fixes en astrologie
En astrologie, parler d'étoiles fixes n'a de sens que par rapport au zodiaque sidéral car la longitude écliptique des étoiles change d'un degré tous les 72 ans dans le zodiaque tropical en raison de la précession des équinoxes. Il est à noter que les astrologues actuels utilisent encore la longitude écliptique, alors que les astronomes utilisent désormais le système de coordonnées équatoriales (équivalents sur la sphère céleste de la longitude et de la latitude terrestres, calculées par rapport au plan de l'équateur) et non plus des coordonnées par rapport à l'écliptique. 
Mais comment peut-on comparer la position des étoiles à des dates différentes? La seule possibilité est d'utiliser le zodiaque tropical comme étalon, d'où l'intérêt de connaître les longitudes écliptiques dans le zodiaque tropical en 1930 des principales étoiles « fixes ». Cette donnée est intitulée « Longitude (1930) » dans le tableau qui suit, lequel indique aussi les dates où le Soleil est, de nos jours, conjoint à ces étoiles. Une telle conjonction est jugée très significative par certains astrologues, comme Jacques Dorsan. 
| Étoile(s)     | Longitude (1930) | Soleil (XXIe siècle)      | Significations attribuées |
| Algol         | 25°12 Taureau    | 11 mai-17 mai             | étoile défavorable selon les anciens car de la nature de Jupiter et Saturne mais selon Eric Morse TOUTES les étoiles peuvent se voir attribuer une influence bénéfique. En l'occurrence, Algol amplifierait selon les modernes autant les défauts que les qualités |
| Les Pléiades  | 29°09 Taureau    | 18 mai-21 mai             | de la nature de la Lune et de Mars selon Ptolémée selon les modernes, sortir ses proches de la tristesse |
| Aldébaran     | 8°48" Taureau    | 27 mai-2 juin             | brio, succès dans les initiatives, séduction. |
| Rigel         | 15°46 Gémeaux    | 3 juin-8 juin             | succès matériels, don pour faire de l'argent |
| Bételgeuse    | 27°46 Gémeaux    | 16 juin-21 juin           | audace et intelligence, à-propos |
| Sirius        | 13°09 Cancer     | 3 juillet-10 juillet      | étoile favorable selon les anciens car de la nature du Soleil, de Mars et de Jupiter |
| Régulus       | 28°52" Lion      | 17 août-22 août           | réussite, influence, autorité, prestige |
| Denebola      | 20°39" Vierge    | 12 septembre-16 septembre | self-control, excellente maîtrise des émotions |
| L'Épi (Spica) | 22°52 Balance    | 18 octobre-22 octobre     | créativité, dons artistiques, célébrité |
| Antarès       | 8°47" Sagittaire | 28 novembre-6 décembre    | sens du commandement, enthousiasme, énergie, puissance |
| Véga          | 14°18 Capricorne | 3 janvier-7 janvier       | réussite intellectuelle, protection, vivacité |
| Altaïr        | 0°47 Verseau     | 21 janvier-23 janvier     | de la nature de Mars et de Jupiter selon Ptolémée chance et goût de l'action |
| Fomalhaut     | 2°51" Poissons   | 20 février-25 février     | sensibilité artistique, altruisme, créativité |